# Херман Ленц
Херман Карл Ленц (на немски: Hermann Karl Lenz) е германски белетрист и поет.

## Биография
Роден е на 26 февруари 1913 г. в Щутгарт в семейството на учител по рисуване. След като завършва гимназия, Херман Ленц следва теология в Тюбинген, а след това история на изкуството, философия, археология и германистика в Хайделберг и Мюнхен.
През 1940 г. Ленц е призован в хитлеристката армия и взема участие в похода срещу Съветска Русия и на Западния фронт. До 1946 г. е военнопленник в САЩ. Преживяванията му като студент и войник проникват цялото му творчество. От самото начало Ленц се смята за противник на националсоциализма и потъва във вътрешна емиграция, което намира израз в книгите му в пространни размишления и дълги монолози. След завръщането си от военнопленничеството Херман Ленц отдава силите си изцяло на писателското поприще.

## Творчество
Херман Ленц е представител на онова поколение западногермански литературни творци, които написаха големите си книги след войната, след период на наложено мълчание и тежка екзистенциална криза. Сред най-ярките автори на това „поколение на оцелелите“, сред което личат имената на Волфганг Кьопен, Ханс Вернер Рихтер, Хайнрих Бьол и Алфред Андерш, свое място заема Херман Ленц.
Ленц започва като поет и публикува книга със стихове още през 1936 г. Но утвърждаването му на литературната сцена става десетилетие по-късно с повестта „Тихият дом“ (1947) и сборника с разкази „Двойният лик“ (1949). Още тук Херман Ленц засвидетелства умението си да пренася социалните и политическите проблеми на епохата в един свръхдействителен, приказен свят, за да ги обгледа от „разстояние“. Това дава основание на критиката да го упрекне в липса на чувство за история и в бягство от реалността.
Дори сред независимото и политически необвързано литературно сдружение „Група 47“ творбите на Херман Ленц не намират отклик. А междувременно той публикува повестта „Авантюристката“ (1952) и радионовелата „Момичето и враната“ (1957).
Едва романът „Руската дъга“ (1959), в който разглежда съдбата на млада съветска жена, депортирана през войната в Германия, е приет като безспорно „реалистично“ постижение, макар че не друг, а тъкмо Томас Ман пише тогава за Херман Ленц: „Това е оригинален, мечтателно-смел и своеобразен талант, напълно самостоятелен наред с Кафка.“ Сравнението с големия Пражанин вече подсказва за особеното „сюрреалистично“ светоусещане у Херман Ленц. А то отново се изявява в романа „Шпигелхюте“ (1962), съставен от три вплетени една в друга новели; тук история и настояще, реалност и съновидение се преливат в необикновена художествена сплав. Този похват писателят прилага и в романа си „Във вътрешния регион“ (1970).
Изброените произведения представляват обособен дял в творчеството на Херман Ленц. Друга група образуват романите „Очите на един слуга“ (1964), „Кочияшът и художникът на гербове“ (1975) и „Дама и палач“ (1973), които имат за тема живота в Австрия от края на XIX век, Тук осезаемо се чувства влиянието на големите австрийски прозаици Артур Шницлер, Хуго фон Хофманстал, Петер Алтенберг и Адалберт Щифтер. В тези романи Херман Ленц развива напълно своя повествователен стил, характеризиращ се с голяма образност, прецизно обрисуване на ситуацията и действащите лица, пластичност на задния план и стремителност на сюжетното развитие.
Друга тематична група в творчеството на Херман Ленц са автобиографичните романи с главен герой писателя Ойген Рап „Напуснати стаи“ (1966), „Други дни“ (1968), „Ново време“ (1975), „Дневник на оцеляването и на живота“ (1978), „Чужденец“ (1983), „Странникът“ (1986) и „Странна раздяла“ (1988), „Есенна светлина“ (1992) и „Приятели“ (1992).
В памет на писателя през 1999 г. е учредена литературната награда „Херман Ленц“.

### Разкази и новели
- Das stille Haus, 1947
- Das doppelte Gesicht, 1949
- Die Abenteurerin, 1952
- Nachmittag einer Dame, 1961
- Der Tintenfisch in der Garage, 1977
- Erinnerung an Eduard, 1981
- Der Letzte, 1984
- Der Käfer und andere Geschichten, 1989
- Jung und alt, 1989
- Hotel Memoria, 1990
- Schwarze Kutschen, 1990
- Jugendtage, 1993
- Zwei Frauen, 1994
- Feriengäste, 1997
- Die Schlangen haben samstags frei, 2002 (посмъртно)

### Романи
- Der russische Regenbogen, 1959
- Spiegelhütte, 1962
- Die Augen eines Dieners, 1964
- Im inneren Bezirk, 1970
- Der Kutscher und der Wappenmaler, 1972
- Dame und Scharfrichter, 1973
- Die Begegnung, 1979
- Der innere Bezirk, Roman in drei Büchern (Nachmittag einer Dame – Im inneren Bezirk – Constantinsallee), 1980

### Романи за Ойген Рап
1. Verlassene Zimmer, 1966
2. Andere Tage, 1968
3. Neue Zeit, 1975
4. Tagebuch vom Überleben und Leben, 1978
5. Ein Fremdling, 1983
6. Der Wanderer, 1986
7. Seltsamer Abschied, 1988 (Странна раздяла)
8. Herbstlicht, 1992
9. Freunde, 1997

### Стихотворения
- Gedichte, 1936
- Wie die Zeit vergeht, 1977
- Zeitlebens. Gedichte 1934 – 1980, 1981
- Zu Fuss, 1987
- Rosen und Spatzen, 1991
- Vielleicht lebst du weiter im Stein, 2003

## Награди и отличия
- 1962: Ostdeutscher Literaturpreis
- 1974: Mitglied der Deutschen Akademie für Sprache und Dichtung
- 1975: Ordentliches Mitglied der Bayerischen Akademie der Schönen Künste
- 1976: Verleihung des Titels „Professor“ durch den Ministerpräsidenten des Landes Baden-Württemberg
- 1978: „Награда Георг Бюхнер“
- 1980: Bayerischer Verdienstorden
- 1981: „Награда Франц Набл“
- 1981: „Награда Вилхелм Раабе“
- 1983: „Награда Готфрид Келер“
- 1983: Verdienstmedaille des Landes Baden-Württemberg
- 1984: „Голям Федерален орден за заслуги“
- 1985: Officier de l’Ordre des Arts et des Lettres
- 1986: Österreichisches Ehrenzeichen für Wissenschaft und Kunst
- 1987: „Награда Петрарка“
- 1987: Ehrenmedaille der Bundeshauptstadt Wien in Gold
- 1990: Ernennung zum korrespondierenden Mitglied des Adalbert-Stifter-Instituts des Landes Österreich und Oberösterreich
- 1991: Bayerischer Literaturpreis
- 1993: München leuchtet-Medaille
- 1993: Bayerischer Maximiliansorden für Wissenschaft und Kunst
- 1995: „Награда Жан Паул“
- 1995: „Мюнхенска литературна награда“
- 1998: „Награда „Вюрт“ за европейска литература“